# クラーク郡 (ミズーリ州)
クラーク郡（英: Clark County）は、アメリカ合衆国ミズーリ州の北東部隅に位置する郡である。2010年国勢調査での人口は7,139人であり、2000年の7,416人から3.7％減少した。郡庁所在地はカホカ市（人口2,078人）であり、同郡で人口最大の都市でもある。クラーク郡は1836年12月16日に設立され、郡名はルイス・クラーク探検隊の指導者でミズーリ準州の知事を務めたウィリアム・クラークに因んで名付けられた。
クラーク郡はアイオワ州に跨るフォートマディソン・キオカック小都市圏に属している。

## 地理
アメリカ合衆国国勢調査局に拠れば、郡域全面積は511.90平方マイル (1,325.8 km2)であり、このうち陸地507.31平方マイル (1,313.9 km2)、水域は4.59平方マイル (11.9 km2)で水域率は0.90％である。

### 主要高規格道路
- アメリカ国道61号線
- アメリカ国道136号線
- ミズーリ州道27号線
- ミズーリ州道81号線

### 隣接する郡
- ヴァンビューレン郡 (アイオワ州) - 北西
- リー郡 (アイオワ州) - 北
- ハンコック郡 (イリノイ州) - 東
- ルイス郡 - 南
- ノックス郡 - 南西
- スコットランド郡 - 西

### 国立保護地域
- グレート川国立野生生物保護区（部分）

## 人口動態
以下は2000年の国勢調査による人口統計データである。
| 基礎データ - 人口: 7,139人 - 世帯数: 2,966 世帯 - 家族数: 2,079 家族 - 人口密度: 6人/km2（15人/mi2） - 住居数: 3,483軒 - 住居密度: 3軒/km2（7軒/mi2） 人種別人口構成 - 白人: 98.83% - アフリカン・アメリカン: 0.07% - ネイティブ・アメリカン: 0.20% - アジア人: 0.07% - 太平洋諸島系: 0.01% - その他の人種: 0.22% - 混血: 0.61% - ヒスパニック・ラテン系: 0.70% 年齢別人口構成 - 18歳未満: 25.0% - 18-24歳: 7.8% - 25-44歳: 25.5% - 45-64歳: 25.0% - 65歳以上: 16.7% - 年齢の中央値: 39歳 - 性比（女性100人あたり男性の人口） - 総人口: 97.6 - 18歳以上: 94.0 | 世帯と家族（対世帯数） - 18歳未満の子供がいる: 30.3% - 結婚・同居している夫婦: 58.7% - 未婚・離婚・死別女性が世帯主: 7.0% - 非家族世帯: 29.9% - 単身世帯: 26.4% - 65歳以上の老人1人暮らし: 13.6% - 平均構成人数 - 世帯: 2.46人 - 家族: 2.95人 収入と家計 - 収入の中央値 - 世帯: 29,457米ドル - 家族: 36,270米ドル - 性別 - 男性: 27,279米ドル - 女性: 19,917米ドル - 人口1人あたり収入: 15,988米ドル - 貧困線以下 - 対人口: 14.1% - 対家族数: 10.8% - 18歳未満: 19.7% - 65歳以上: 12.7% |

## 都市と町
| - アレクサンドリア - カホカ - 郡庁所在地 - ルーラリー | - リバース - セントパトリック - ウェイランド | - ワイアコンダ |  |

## 政治

### 地方
クラーク郡の地方レベルでは共和党が大半の政治を支配しており、郡の選挙で選ばれる役職は5人を除いて独占している。

### 国政

#### 2008年大統領予備選挙
2008年の大統領予備選挙で、クラーク郡は二大政党の候補者をどちらも州全体と全国で二位に終わった者を選んだ。民主党の予備選挙ではヒラリー・クリントンが1位となり、さらに共和党予備選挙で各候補に投じられた票数よりも多かった。